# Hostkovice (Třebětín)
Hostkovice jsou malá vesnice, část obce Třebětín v okrese Kutná Hora ve Středočeském kraji. Nachází se asi dva kilometry východně od Třebětína. Vesnicí protéká Olešenský potok, který je pravostranným přítokem řeky Sázavy. Prochází zde silnice II/338.
Hostkovice leží v katastrálním území Hostkovice u Třebětína o rozloze 1,5 km².

## Název
Název vsi je odvozen z osobního jména Hostek ve významu ves lidí Hostkových. V historických pramenech se jméno vsi objevuje ve tvarech: Hostkowicz (1381), „in villa Hostkowiczich“ (1385, 1415), Hostowicz (1409), z Hoskovic (1415), ve vsi Hostkowiczich (1571), Hostowitcze (1654) a Hoskowicz (1704).

## Historie
První písemná zmínka o vesnici pochází z roku 1381. V roce 1603 vesnici koupil Jan Hanuš ze Šaratic a připojil ji k dobrovítovskému panství, ke kterému patřila i v roce 1654.

## Fotogalerie

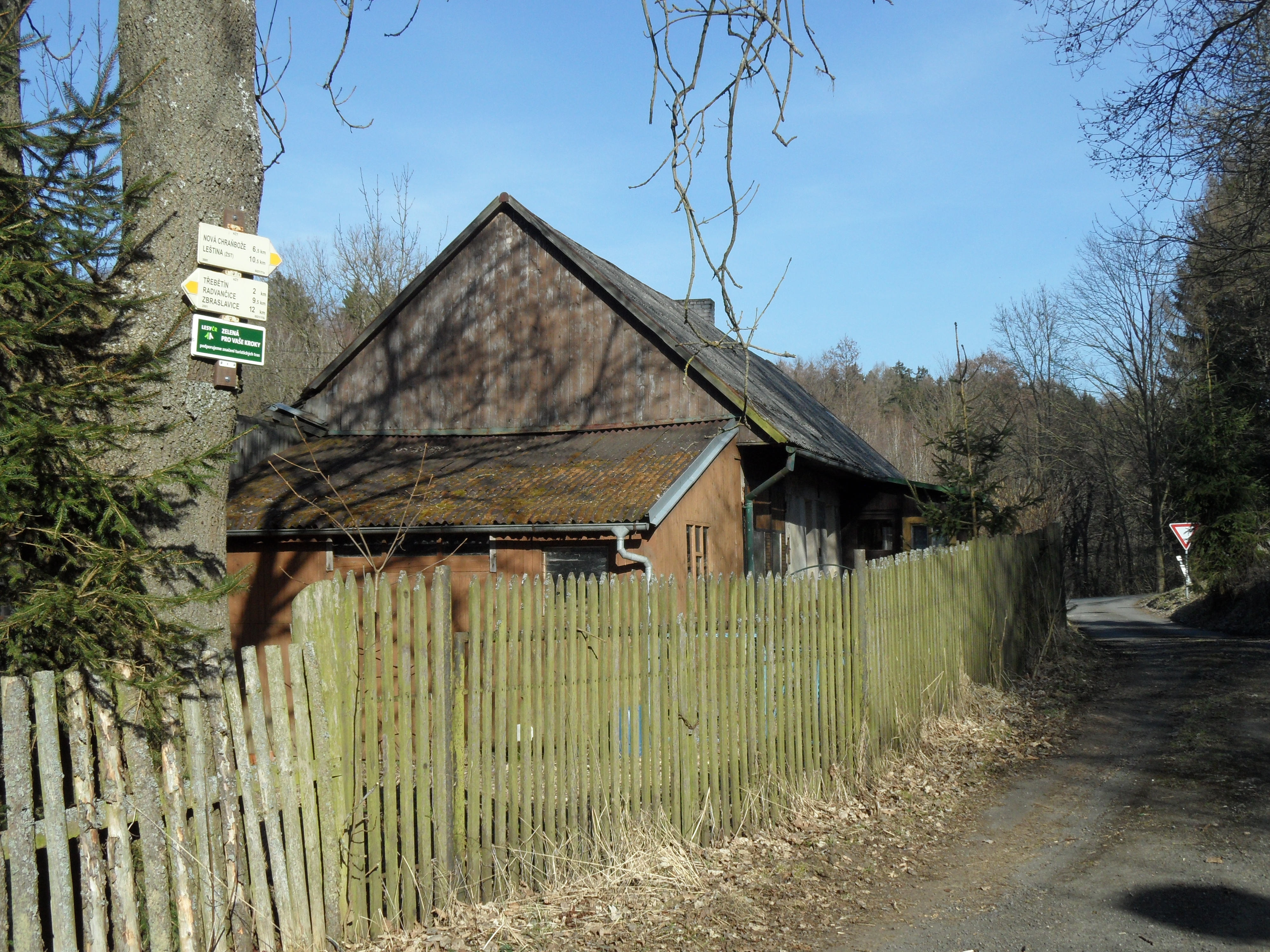
Stavení u rozcestníku
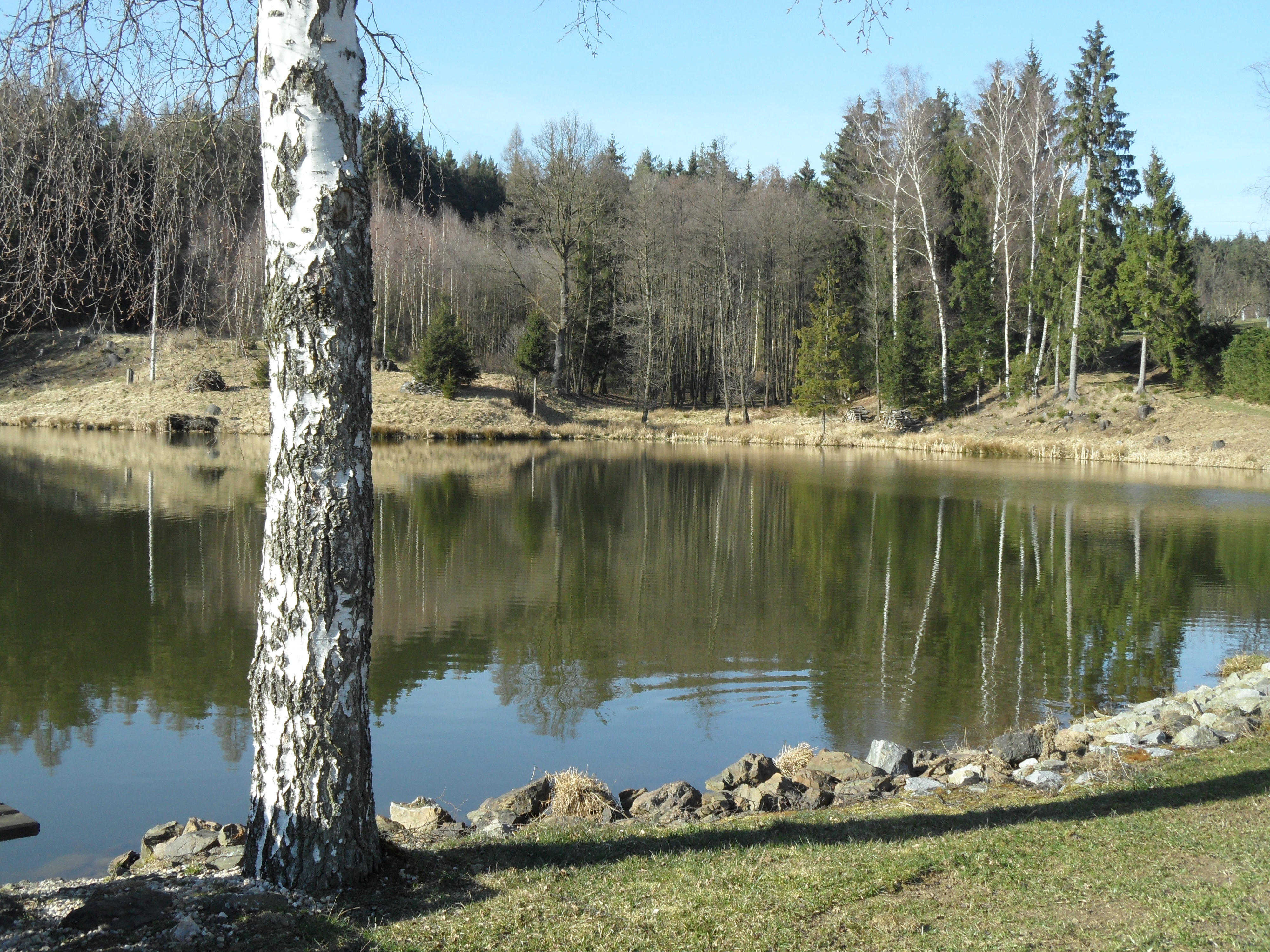
Rybník ve vesnici
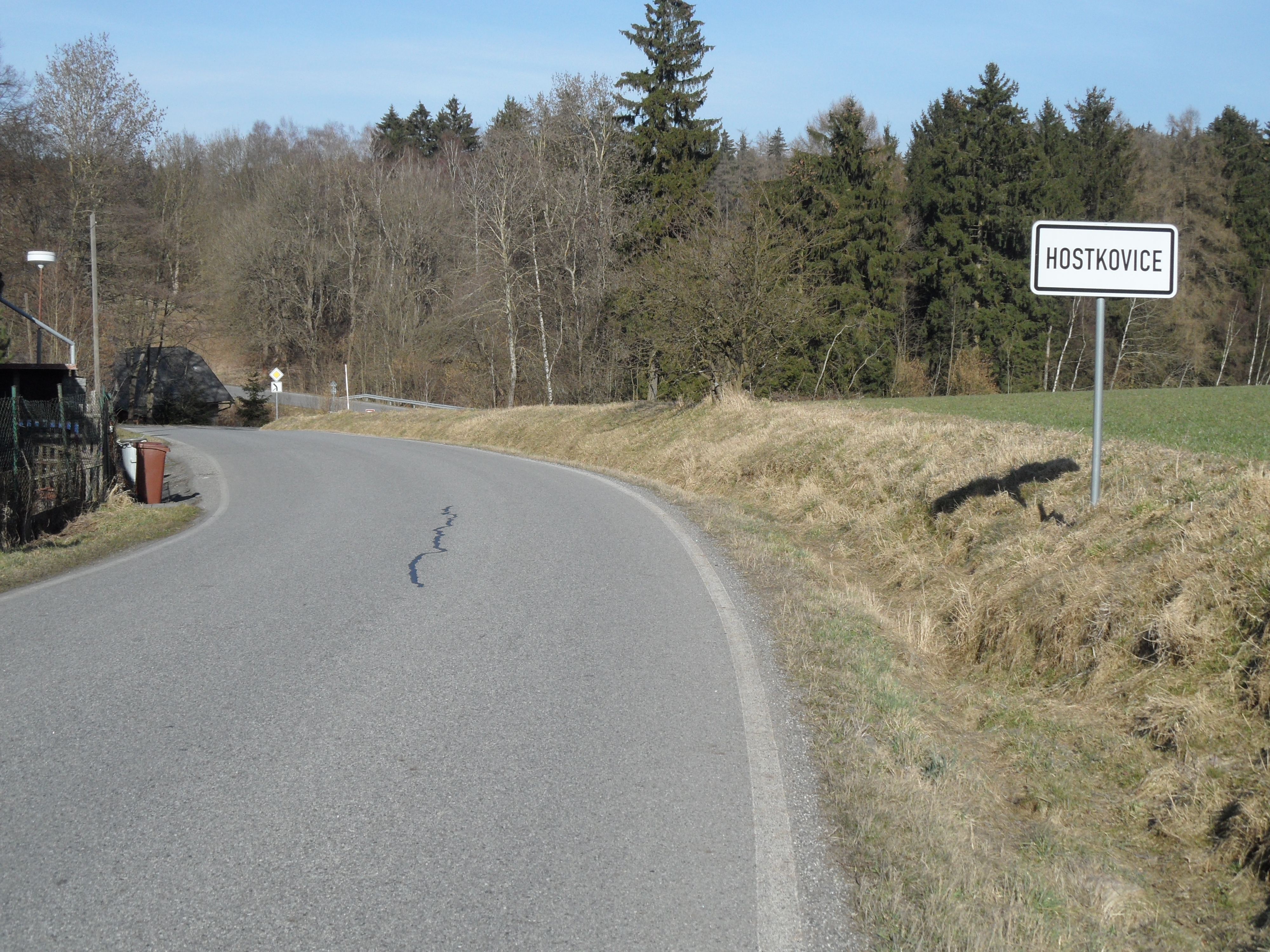
Silnice II/338 (příjezd od Vrbky)
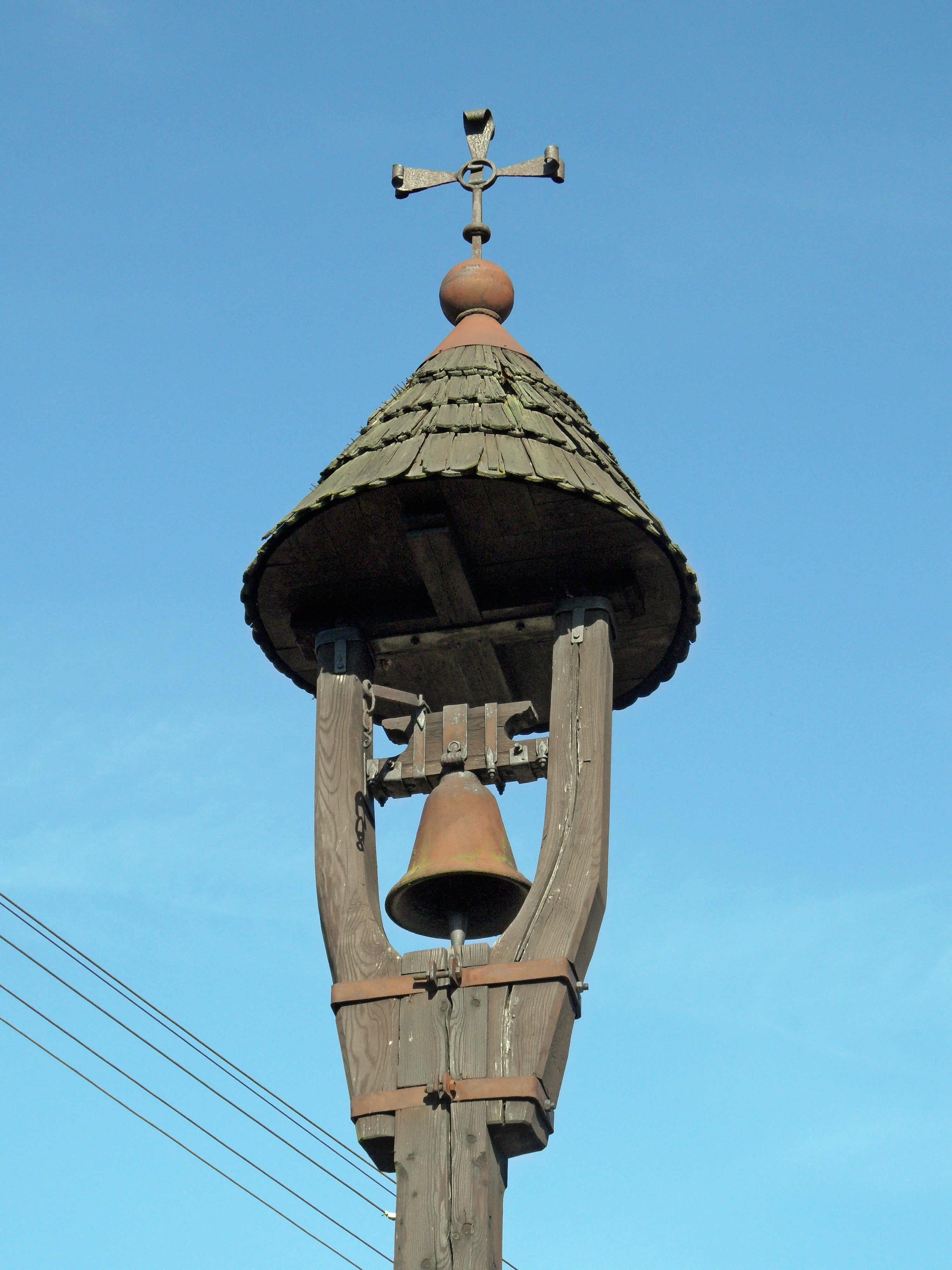
Detail zvoničky